# Kaatschen-Weichau
Kaatschen-Weichau is een  dubbeldorp in de Duitse gemeente Großheringen in het landkreis Weimarer Land in Thüringen. Het dorp ligt aan de Saale en is bekend vanwege de wijnbouw. In 1974 werd de tot dan zelfstandige gemeente toegevoegd aan de gemeente Großheringen. 